# 多瑙河艦隊 (德國國防軍)
多瑙河艦隊（德語：Donauflottille）是納粹德國海軍曾存在過的一支艦隊。原為奧地利共和國自奧匈帝國海軍繼承來的小型艦隊，後於1938年德奧合併時為德國所取得，其母港為林茨。在一般行政上，多瑙河艦隊隸屬於海軍總司令部直接管轄，在軍事指揮上則由波羅的海海軍軍區負責。
多瑙河艦隊主要任務是保衛萊因河口和輸送軍用物資，但因為河道狹窄的緣故，多瑙河上能轉移的武器受到很大的限制，多是機槍或輕型防空武器。在1939年戰爭爆發後因為沒有戰事發生，多瑙河艦隊縮小了規模，之後為了西線戰役而轉調至荷蘭海軍司令指揮之下。之後為巴爾幹和東線戰役而轉至「東南海域司令部」指揮下，大部分為黑海戰事所服務。1943年7月，「多瑙河艦隊」分出了「第30R艇艦隊」（Räumbootsflottille）和「第30護衛艦隊」（30. Geleitflottille）單位。1945年1月1日，「多瑙河艦隊」再被拆成第1和第2多瑙河艦隊。